# علیرضا داوودنژاد
علیرضا داوودنژاد (زادهٔ ۱۷ اردیبهشت ۱۳۳۲) کارگردان، نویسنده، تهیه‌کننده و بازیگر اهل ایران است.

## زندگی شخصی
مادر وی احترام‌السادات حبیبیان (بازیگر) و برادر کوچکترش محمدرضا داوودنژاد (بازیگر) است. او همچنین پدر رضا داوودنژاد (بازیگر و دستیار کارگردان) و زهرا داوودنژاد (بازیگر) است.

## فیلم‌شناسی
| نام فیلم           | سال  | نویسنده | کارگردان | تهیه‌کننده |
| ------------------ | ---- | ------- | -------- | --------- |
| در انتهای شب       | ۱۴۰۳ |         |          |           |
| شنای پروانه (فیلم) | ۱۳۹۸ |         |          |           |
| مصائب شیرین ۲      | ۱۳۹۶ | آری     | آری      | آری       |
| فراری              | ۱۳۹۴ |         | آری      |           |
| روغن مار           | ۱۳۹۴ | آری     | آری      | آری       |
| کلاس هنرپیشگی      | ۱۳۹۱ | آری     | آری      | آری       |
| مرهم               | ۱۳۸۹ | آری     | آری      | آری       |
| تیغ‌زن              | ۱۳۸۷ | آری     | آری      | آری       |
| هوو                | ۱۳۸۴ | آری     | آری      | آری       |
| هشت‌پا              | ۱۳۸۳ | آری     | آری      | آری       |
| ملاقات با طوطی     | ۱۳۸۲ | آری     | آری      | آری       |
| دختری در قفس       | ۱۳۸۱ | آری     |          | آری       |
| بچه‌های بد          | ۱۳۷۹ | آری     | آری      | آری       |
| بهشت از آن تو      | ۱۳۷۹ | آری     | آری      |           |
| طوطیا              | ۱۳۷۷ | آری     |          |           |
| مصائب شیرین        | ۱۳۷۷ | آری     | آری      | آری       |
| عاشقانه            | ۱۳۷۴ | آری     | آری      | آری       |
| خلع سلاح           | ۱۳۷۳ | آری     | آری      | آری       |
| نیاز               | ۱۳۷۰ |         | آری      | آری       |
| عروس               | ۱۳۶۹ | آری     |          |           |
| بی‌پناه             | ۱۳۶۵ | آری     | آری      | آری       |
| گردباد             | ۱۳۶۴ | آری     |          |           |
| تاراج              | ۱۳۶۳ | آری     |          |           |
| مزدوران            | ۱۳۶۳ | آری     |          |           |
| خانه عنکبوت        | ۱۳۶۲ | آری     | آری      | آری       |
| جایزه              | ۱۳۶۱ | آری     | آری      |           |
| در محاصره          | ۱۳۶۰ | آری     |          |           |
| قدغن               | ۱۳۵۷ | آری     | آری      | آری       |
| گدای اشراف‌زاده     | ۱۳۵۷ | آری     |          |           |
| با هم ولی تنها     | ۱۳۵۵ | آری     |          |           |
| بیدار در شهر       | ۱۳۵۵ | آری     |          |           |
| رفیق               | ۱۳۵۴ | آری     |          |           |
| شاهرگ              | ۱۳۵۴ | آری     | آری      |           |
| نازنین             | ۱۳۵۴ | آری     | آری      |           |
| هدف                | ۱۳۵۴ | آری     |          |           |
| هوس                | ۱۳۵۴ | آری     |          |           |
| قفس                | ۱۳۵۳ | آری     |          |           |
| موسرخه             | ۱۳۵۳ | آری     |          |           |
| بی‌حجاب             | ۱۳۵۲ | آری     |          |           |
| عطش                | ۱۳۵۱ | آری     |          |           |

## بازیگر
- در انتهای شب (مجموعه نمایش خانگی ۱۴۰۳)
- دو روز دیرتر (۱۴۰۲)
- شنای پروانه (۱۳۹۸)
- کلاس هنرپیشگی (۱۳۹۰) به عنوان کارگردان فیلم
- سینه سرخ (۱۳۸۵)

## جایزه‌ها
علیرضا داوودنژاد در جشنواره‌های داخلی و خارجی بسیاری شرکت کرده که توانسته جوایز زیر را به خود اختصاص دهد.

### مصائب شیرین
- تندیس سومین دوره جشن خانه سینما در بخش بهترین فیلم
- تندیس سومین دوره جشن خانه سینما در بخش بهترین کارگردانی
- تقدیرنامه هیئت داوران در چهارمین دوره جشنواره بین‌المللی فیلم زنگبار در بخش بهترین فیلم
- جایزه ویژه هیئت داوران در هفدهمین دوره جشنواره فیلم فجر در بخش بهترین فیلم

### خلع سلاح
- تقدیر در سیزدهمین دوره جشنواره فیلم فجر در بخش بهترین کارگردانی

### نیاز
- جایزه ویژه هیئت داوران در دوره چهاردهمین جشنواره بین‌المللی فیلم سه قاره نانت در بخش بهترین فیلم
- دریافت سیمرغ بلورین در دهمین دوره جشنواره فیلم فجر در بخش بهترین فیلم
- دریافت پروانه طلایی در هفتمین دوره جشنواره فیلم‌های کودکان و نوجوانان در بخش بهترین کارگردانی

### کلاس هنرپیشگی
- نامزد سیمرغ بلورین بهترین کارگردانی از سی‌امین جشنواره فیلم فجر
- برنده سیمرغ بلورین جایزه ویژه هیئت داوران از سی‌امین جشنواره فیلم فجر

### جایزه
- دریافت جایزه ویژه هیئت داوران در سی و یکمین دوره جشنواره فیلم فجر برای فیلم کلاس هنرپیشگی
- دریافت سیمرغ بلورین در دومین دوره جشنواره فیلم فجر در بخش بهترین فیلم‌نامه

### فراری
- نامزد سیمرغ بلورین بهترین کارگردانی از سی و پنجمین جشنواره فیلم فجر
- برنده سیمرغ بلورین جایزه ویژه هیئت داوران از سی و پنجمین جشنواره فیلم فجر